# Тютнево
Тютнево — деревня в Череповецком районе Вологодской области.
Входит в состав Ягановского сельского поселения, с точки зрения административно-территориального деления — в Ягановский сельсовет.
Расстояние по автодороге до районного центра Череповца — 34 км, до центра муниципального образования Яганово — 4 км. Ближайшие населённые пункты — Уварково, Ленино, Костенево.
По переписи 2002 года население — 16 человек.